# Obakeng Ngwigwa
Obakeng Ngwigwa (né le 9 juillet 1985 à Serowe) est un athlète du Botswana, spécialiste du sprint.

## Biographie
Il a obtenu la médaille de bronze aux Championnats du monde junior 2004 avec un record junior de 45 s 97.
Il détient aussi le record du 100 m du Botswana, en 10 s 43 (Austin, en 2008). En 2010, aux Championnats d'Afrique d'athlétisme, il réalise 45 s 50 sur 400 m et est médaillé d'argent sur relais 4 × 400 m.
Il remporte trois médailles de bronze sur 200 m et sur relais 4 × 100, en battant le record du Botswana en 39 s 09, et sur 4 × 400 m lors des Jeux africains à Maputo en 2011.
Sur 200 m, il a couru en 20 s 70 à Chapel Hill, en Caroline du Nord le 8 mai 2010 et peu après sur 400 m, 45 s 50 à Nairobi aux Championnats d'Afrique.

### Palmarès
| Date | Compétition                   | Lieu       | Résultat | Épreuve   | Performance   |
| ---- | ----------------------------- | ---------- | -------- | --------- | ------------- |
| 2004 | Championnats du monde juniors | Grosseto   | 3e       | 400 m     | 45 s 97       |
| 2006 | Championnats d'Afrique        | Bambous    | 6e       | 4 × 100 m | 41 s 20       |
| 2006 | Championnats d'Afrique        | Bambous    | 3e       | 4 × 400 m | 3 min 08 s 13 |
| 2007 | Jeux africains                | Alger      | 6e       | 4 × 100 m | 40 s 07       |
| 2007 | Jeux africains                | Alger      | 1er      | 4 × 400 m | 3 min 03 s 16 |
| 2010 | Championnats d'Afrique        | Nairobi    | 5e       | 400 m     | 45 s 50       |
| 2010 | Championnats d'Afrique        | Nairobi    | 2e       | 4 × 400 m | 3 min 05 s 16 |
| 2010 | Jeux du Commonwealth          | New Delhi  | 5e       | 4 × 400 m | 3 min 04 s 65 |
| 2011 | Universiade                   | Shenzhen   | 8e       | 400 m     | 46 s 51       |
| 2011 | Universiade                   | Shenzhen   | 4e       | 4 × 400 m | 3 min 07 s 13 |
| 2011 | Jeux africains                | Maputo     | 3e       | 200 m     | 20 s 94       |
| 2011 | Jeux africains                | Maputo     | 3e       | 4 × 100 m | 39 s 09       |
| 2011 | Jeux africains                | Maputo     | 3e       | 4 × 400 m | 3 min 05 s 92 |
| 2012 | Championnats d'Afrique        | Porto-Novo | 5e       | 200 m     | 21 s 01       |
| 2012 | Championnats d'Afrique        | Porto-Novo | 6e       | 4 × 100 m | 40 s 42       |

### Records
| Épreuve    | Performance | Lieu        | Date            |
| ---------- | ----------- | ----------- | --------------- |
| 200 mètres | 20 s 70     | Chapel Hill | 8 mai 2010      |
| 400 mètres | 45 s 50     | Nairobi     | 30 juillet 2010 |